# Сам Палатник
Семон Александрович Палатник е украинско-американски шахматист, международен гросмайстор, автор на шахматна литература и треньор. По-известен е като Сам Палатник.

## Биография
Палатник се ражда на 26 март 1950 г. в Одеса, тогава в пределите на Украинска ССР. Става международен майстор през 1977 и гросмайстор година по-късно. Бил е ученик на ФИДЕ майстор Роман Пелц.
Има две отборни прояви с националния отбор на Съветския съюз. Участва на световните студентски отборни първенства през 1974 и 1976. Общо изиграва 15 партии, постигайки в тях 12 победи и 3 ремита. Носител е на четири златни медала – два отборни и два индивидуални на дъска.